# Ernâni Lopes
Ernâni Rodrigues Lopes (ur. 20 lutego 1942 w Lizbonie, zm. 2 grudnia 2010 tamże) – portugalski ekonomista i dyplomata, ambasador, w latach 1983–1985 minister finansów.

## Życiorys
W 1964 ukończył studia ekonomiczne na Universidade Técnica de Lisboa, w 1982 doktoryzował się w zakresie ekonomii na Universidade Católica Portuguesa. W latach 1966–1974 był asystentem na pierwszej z tych uczelni. Do pracy naukowej powrócił w 1980, został profesorem drugiego z tych uniwersytetów. Na UCP kierował instytutem prowadzącym studia europejskie.
Od 1967 zatrudniony w portugalskim banku centralnym Banco de Portugal, w latach 1974–1975 był dyrektorem departamentu statystyki i badań gospodarczych. Przeszedł następnie do pracy w dyplomacji. Do 1979 zajmował stanowisko ambasadora Portugalii w Republice Federalnej Niemiec, następnie do 1983 przy Wspólnotach Europejskich. W latach 1983–1985 sprawował urząd ministra finansów w rządzie, na czele którego stał Mário Soares. Później do 1989 był doradcą ds. gospodarczych w Banco de Portugal.
W kolejnych latach skoncentrował się na działalności naukowej i społecznej, zajmował się także działalnością konsultingową. W 2002 został przedstawicielem portugalskiego rządu w Konwencie Europejskim.

## Odznaczenia
- Krzyż Wielki Orderu Infanta Henryka (Portugalia)
- Krzyż Wielki Orderu Zasługi Cywilnej (Hiszpania)
- Krzyż Wielki Order Zasługi RFN (Niemcy)
- Krzyż Wielki Orderu Leopolda II (Belgia)[4][5]